# العلاقات التشيلية الليختنشتانية
العلاقات التشيلية الليختنشتانية هي العلاقات الثنائية التي تجمع بين تشيلي وليختنشتاين.

## مقارنة بين البلدين
هذه مقارنة عامة ومرجعية للدولتين:
| وجه المقارنة                                              | تشيلي                         | ليختنشتاين                                 |
| --------------------------------------------------------- | ----------------------------- | ------------------------------------------ |
| المساحة (كم2)                                             | 756.10 ألف                    | 16                                         |
| عدد السكان (نسمة)                                         | 17.37 مليون                   | 37.47 ألف                                  |
| الكثافة السكانية (ن./كم²)                                 | 22.97                         | 234.19 ألف                                 |
| العاصمة                                                   | سانتياغو                      | فادوتس                                     |
| اللغة الرسمية                                             | اللغة الإسبانية               | اللغة الألمانية                            |
| العملة                                                    | بيزو تشيلي، وحدة حساب تشيلية ‏ | فرنك سويسري                                |
| الناتج المحلي الإجمالي (بليون دولار)                      | 277.08 مليار                  | 6.29 مليار                                 |
| الناتج المحلي الإجمالي (تعادل القوة الشرائية) بليون دولار | 419.39 مليار                  |                                            |
| الناتج المحلي الإجمالي الاسمي للفرد دولار أمريكي          | 13.42 ألف                     |                                            |
| الناتج المحلي الإجمالي للفرد دولار أمريكي                 | 22.07 ألف                     |                                            |
| مؤشر التنمية البشرية                                      | 0.832                         | 0.908                                      |
| رمز المكالمات الدولي                                      | +56                           | +423                                       |
| رمز الإنترنت                                              | .cl                           | .li                                        |
| المنطقة الزمنية                                           | 00، 00، 00، 00                | توقيت وسط أوروبا، ت ع م+01:00، ت ع م+02:00 |

## منظمات دولية مشتركة
يشترك البلدان في عضوية مجموعة من المنظمات الدولية، منها:
| علم المنظمة | اسم المنظمة                   | تاريخ انضمام تشيلي | تاريخ انضمام ليختنشتاين |
| ----------- | ----------------------------- | ------------------ | ----------------------- |
|             | الاتحاد البريدي العالمي       | ?                  | ?                       |
|             | الاتحاد الدولي للاتصالات      | 1908               | 25 يوليو 1963           |
|             | منظمة حظر الأسلحة الكيميائية  | ?                  | ?                       |
|             | منظمة التجارة العالمية        | ?                  | ?                       |
|             | منظمة الشرطة الجنائية الدولية | ?                  | ?                       |
|             | الأمم المتحدة                 | 24 أكتوبر 1945     | 18 سبتمبر 1990          |

## وصلات خارجية
- موقع وزارة الخارجية التشيلية